# الجدار الإسرائيلي في الضفة الغربية

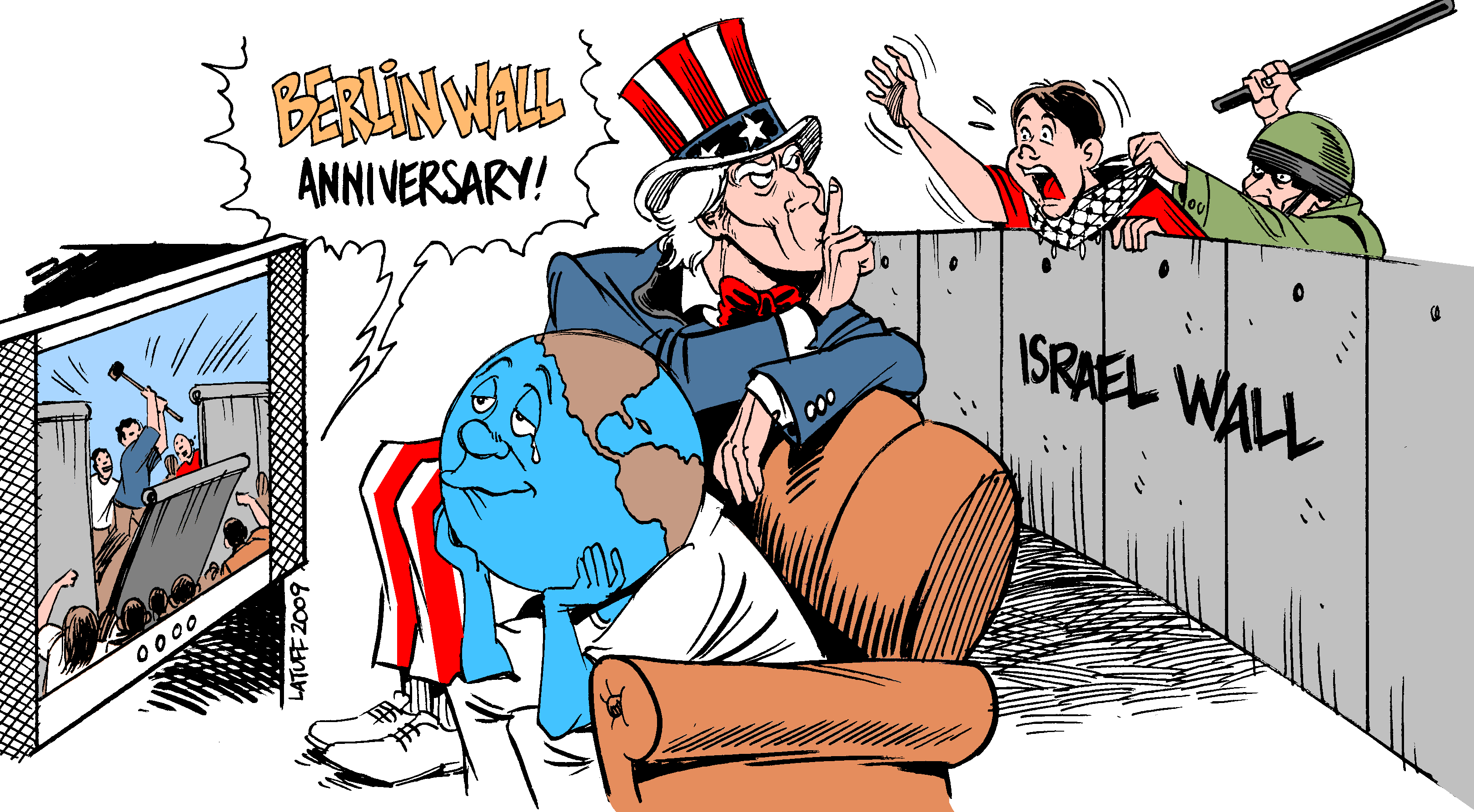
كاريكاتير يسخر من انشغال الرأي العام العالمي بذكرى سقوط جدار برلين.

جدار الفصل العنصري هو عبارة عن جدار طويل بنته إسرائيل في الضفة الغربية قرب الخط الأخضر وعلّلت ذلك بمنع دخول سكان الضفة الغربية الفلسطينيين إلى الأراضي المحتلة أو المستوطنات الإسرائيلية القريبة من الخط الأخضر بينما يقول الفلسطينيون أنه محاولة إسرائيلية لإعاقة حياة السكان الفلسطينيين أو ضم أراضٍ من الضفة الغربية إلى إسرائيل. يتشكل هذا الجدار من سياجات وطرق دوريات، وفي المناطق المأهولة بكثافة مثل منطقة المثلث أو منطقة القدس تم نصب أسوار بدلاً من السياجات. بدأ بناء الجدار في 2002 في ظل انتفاضة الأقصى، وفي نهاية عام 2006 بلغ طوله 402 كم، ويمر بمسار متعرج حيث يحيط معظم أراضي الضفة الغربية، وفي أماكن معينة، مثل قلقيلية، يشكل معازل، أي مدينة أو مجموعة بلدات محاطة من كل أطرافها تقريبا بالجدار. تعارض السلطة الوطنية الفلسطينية والمنظمات الفلسطينية بناء «جدار الضم والتوسع العنصري».

بناءً على الخطة التي أعلنتها الحكومة الإسرائيلية في 30 إبريل (نيسان) 2006، يبلغ طول الجدار 703 كم عند نهاية البناء، وهذه الخطة تعتبر التعديل من ضمن سلسلة من التعديلات، حيث أنه ومقارنة بالخارطة السابقة كان طول مساره 670 كم والمعلنة بتاريخ 20 فبراير 2005 والتي كانت أساسا تعديلا على مسار سابق مقترح للجدار، وقد زاد من الطول المقترح بمقدار 48 كم بحيث أصبح طول الجدار المخطط 670 كم بعد أن كان 622 كم بحسب المقترح في 30 يونيو حزيران 2004 .
 وفي الوقت الراهن توقف المشروع حتى نشر قرارات المحكمة الإسرائيلية العليا بشأن عدد من الالتماسات التي قدم إليه سكان فلسطينيون وأعضاء جمعيات إسرائيلية مختلفة مطالبين بتغيير مسار الجدار في بعض الأماكن كي لا يشوش طبيعة حياة السكان أو يمنع منهم زراعة أراضيهم.

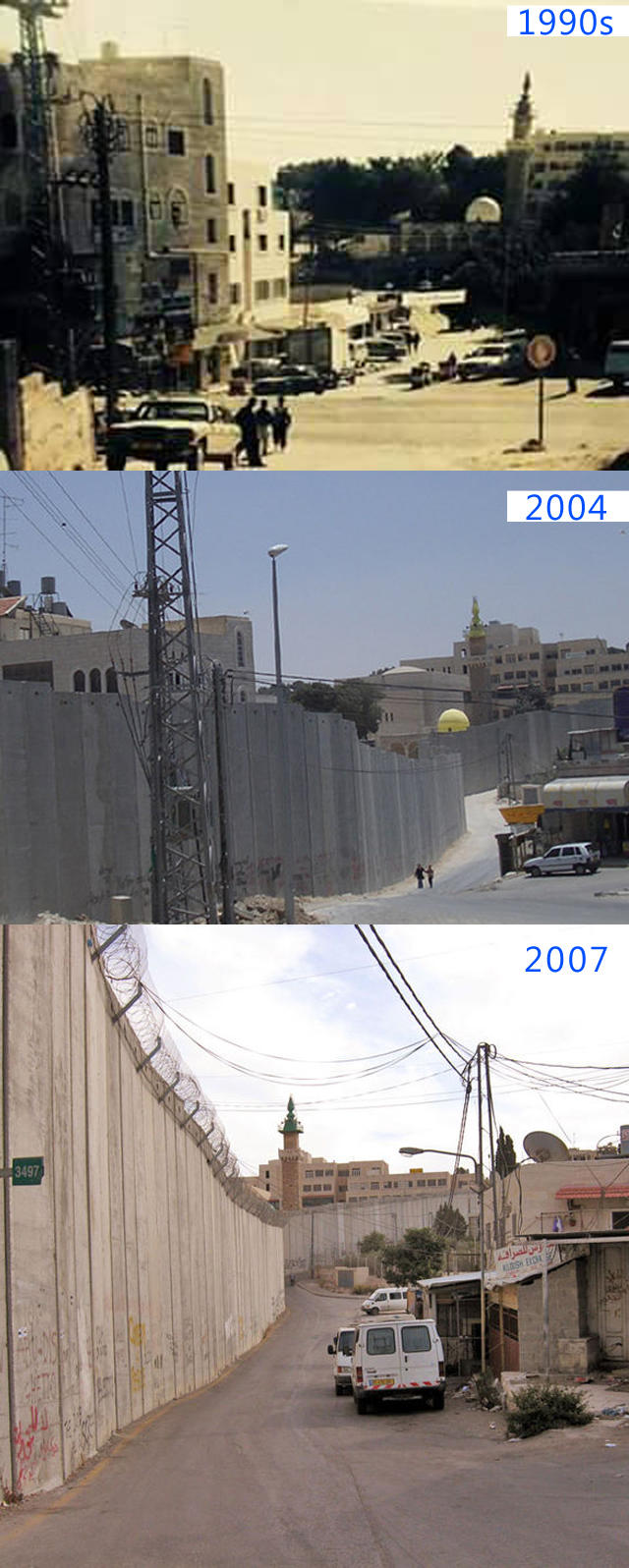
خط زمني لجدار الفصل العنصري لمنطقة رأس كبسة في بلدة أبوديس في محافظة القدس، ~2كم إلى الشرق من المسجد الأقصى.

## إنشاؤه
بدأ إنشائه في عهد حكومة أرئيل شارون في شهر يونيو /حزيران عام 2002، وصرحت الحكومة الإسرائيلية آنذاك أن «السياج الأمني يتم بنائه بهدف إنقاذ حياة المواطنين الإسرائيليين الذين يستمر استهدافهم من قبل الحملة الإرهابية التي بدأت عام 2000».
مسار الجدار:يمر 85% من مسار الجدار في أراضي الضفة الغربية وليس على طول الخط الأخضر. وفي المناطق التي أُقيم فيها الجدار تتجلى الإساءة الواضحة لحقوق الفلسطينيين الساكنين بمحاذاته. ومن المؤكد أن استمرار إقامة الجدار في عمق أراضي الضفة الغربية، يؤدي إلى إساءة إضافية بحقوق الإنسان لمئات الآلاف من السكان الفلسطينيين. يعاني الفلسطينيون الذين يسكنون بمحاذاة الجدار من قيود جديدة على الحركة والتنقّل بالإضافة إلى القيود الواسعة المفروضة عليهم منذ اندلاع انتفاضة الأقصى. 2000 ونتيجة لذلك، يواجه الفلسطينيون صعوبة في الوصول إلى أراضيهم الزراعية وفي تسويق منتجاتهم الزراعية في باقي أراضي الضفة الغربية. وبالتالي يتضرر قطاع الزراعة ويمنع الدخل الإضافي عن المزارعين ولا يتيح الزيادة في عدد العاملين في القطاع الزراعي الذي يعتبر قطاعا أساسيا في الاقتصاد الفلسطيني. تسيء القيود على حرية الحركة والتنقل على إمكانية وصول السكان القرويين إلى المستشفيات الموجودة في البلدان المجاورة. كما يتأثر جهاز التعليم الفلسطيني وذلك لأن الكثير من المدارس، خصوصا في القرى، تعتمد على المعلمين الذين يأتون من خارجها، كما تؤثر هذه القيود على علاقات الفلسطينيين الأسرية والاجتماعية.

## بناؤه
الجدار مبني من الإسمنت بارتفاع يتراوح بين 4.5 و9 متر في المناطق المأهولة بالسكان الفلسطينيين وسياج إلكتروني في المناطق غير المأهولة بالفلسطينيين، وبالرغم أن 15% من مقاطع الجدار تمتد على حدود عام 1948 المسماة بالخط الأخضر إلا أن الباقي بُني في الأراضي التي احتُلت عام 1967 المسماة بالضفة الغربية ويدخل فيها بعمق يصل إلى 22 كم في منطقة إصبع أرئيل، ومسار الجدار يمر عبر أراضي مأهولة وزراعية في الضفة الغربية، كما وصول الفلسطينيين إلى الشوارع المحلية وحقول المزارعين الفلسطينيين. كما أن مسار الجدار في المنطقة الشمالية يعزل أكثر من 5 آلاف فلسطيني في مناطق «مغلقة» بين الخط الأخضر والجدار، وقامت السلطات الإسرائيلية بتأسيس شبكة من البوابات في الجدار ونظام تصاريح مرور للتحرك خلال الجدار التي أثبتت عدم جدواها في توفير حياة عادية للسكان، وفيما تقول الحكومة الإسرائيلية أن الهدف من بناء الجدار هو حماية المواطنين الإسرائيليين من الهجمات الانتحارية الفلسطينية، يقول الفلسطينيون إن شبكة الجدران، الأسوار والخنادق هي سرقة لأراضيهم وتقسيم للتجمعات السكانية وتفصل المواطنين عن المدارس وأماكن العمل.
بني القسم الأكبر من الجدار في مناطق شمال الضفة الغربية وهو يحيط بمدينة قلقيلية ومناطق شمال الضفة الأخرى، وسيضم المخطط كبرى المستوطنات الإسرائيلية في المناطق المحتلة عام 1967 إلى منطقة تكون متصلة بإسرائيل ولا يفصلها جدار عنها (كإصبع أرئيل)، ويؤكد الفلسطينيون أن مثل هذا الإجراء هو فرض أمر واقع على أي اتفاق يمكن التوصل إليه مستقبلا، وأن مثل هذه الشبكة لن تمنح محاولات بناء دولة فلسطينية قابلة للحياة أي فرصة.

### «فضيحة الإسمنت» في السلطة الفلسطينية وحركة فتح
في 2006 ظهرت ما يعرف بـ (فضيحة الإسمنت)، وهي إحدى قضايا فساد كبرى التي شهدتها السلطة الفلسطينية وحركة فتح، فقد صدر عن هيئة الرقابة العامة تقريراً أكد اختفاء أموال ضخمة بلغت حينها ما يقارب 315 مليون دولار. وفي الخامس من شباط/فبراير العام 2006 كشف النائب العام أحمد المغني أن عدد ملفات الفساد المالي التي وصلت إلى النيابة العامة تزيد عن 50 قضية، وأن أكثر من 700 مليون دولار أهدرت في قضايا فساد خطير. ولكن لا نستطيع أن نُعد هذا المبلغ هو حجم الفساد الحقيقي، إذ أن النائب العام نفسه توقع أن يكون هناك المليارات من الدولارات قد اختلست.
وشملت القضايا التي أعلن المغني التحقيق فيها، الاختلاس وإساءة الائتمان والنصب والاحتيال والتزوير في أوراق رسمية لأشخاص ذوي مكانة مرموقة.
من خلال الإطّلاع على نص وثيقة التحقيق التي قام بها المجلس التشريعي الفلسطيني عبر لجانه المختصة (لجنة الموازنة والشؤون المالية، لجنة الرقابة وحقوق الإنسان، واللجنة القانونية)، بالإضافة إلى قيام لجنة مصغرة مكلفة من رئاسة المجلس التشريعي تتكون من د.حسن خريشة، ود.سعدي الكرنز، وجمال الشاتي. وقد قامت هذه اللجنة بالتحقيق وعقد لقاءات مع العديد من الزعماء في حركة فتح وعلى رأسهم أحمد قريع "أبو العلاء" رئيس الوزراء آنذاك. وشمل التحقيق آخرين ومنهم:
- ماهر المصري وزير الاقتصاد الوطني.
- جميل الطريفي وزير الشؤون المدنية.
- عبد الحفيظ نوفل مدير عام التجارة في وزارة الاقتصاد الوطني.
- شركة قنديل الطريفي للباطون الجاهز ويمثلها جمعة قنديل الطريفي.
- شركة الطريفي للباطون الجاهز ويمثلها جمال الطريفي.
- شركة انتصار بركة للتجارة العامة ويمثلها يوسف بركة.
- شركة يوسف بركة للتجارة العامة ويمثلها يوسف بركة.
- محمد رشيد «خالد سلام» المستشار الاقتصادي للسيد الرئيس، ورئيس شركة الخدمات التجارية الفلسطينية.
- حاتم يوسف مدير عام الجمارك في وزارة المالية.
- عمر الحروب مراقب الشركات في وزارة الاقتصاد الوطني.

في النهاية وبعد حصول اللجنة على الوثائق تبين أن شركة LTD الإسرائيلية والتي يملكها زئيف بلنسكي حاولت استيراد الإسمنت من شركة مصر بني سويف، ولكن بعد تدخل جهات أمنية ولجان مقاومة التطبيع في مصر تم وقف هذه الصفقة مما دفع بلنسكي إلى التحايل واستيراد الإسمنت عبر وسطاء وشركات فلسطينية. وهنا بدأت بعض الشركات الفلسطينية باستصدار أذونات استيراد للإسمنت المصري من وزارة الاقتصاد الوطني، وبلغ مجموع ما تم استصداره من هذه الأذونات ما يقارب 420 ألف طن[36].
بناءً على طلب السيد جمال الطريفي وزير الشؤون المدنية آنذاك تم إرسال كتاب إلى مصنع بني سويف للأسمنت يفيد أن كمية الإسمنت المراد استيرادها هي لصالح مناطق السلطة الوطنية الفلسطينية. ولكن تبين أن كميات الإسمنت التي دخلت السوق الفلسطيني بلغت (33 ألف طن) حسب مصادر وزارة الاقتصاد الوطني ووزارة المالية وهو جزء يسير من مجموع ما تم استصداره من أذونات تقدر بـ (420 ألف طن). وثبت أن وزارة الاقتصاد الوطني إلى منحت أذونات الاستيراد لم تتحقق ولم تتابع دخول الإسمنت إلى أراضي السلطة الوطنية واستمرت بإصدار أذونات استيراد جديدة لنفس الشركات تبين من خلال التحقيق:
- أن رخص استيراد الإسمنت الصادرة عن وزارة الاقتصاد الوطني لا تحمل تاريخاً محددا لصلاحيتها مما يعطي مجالاً للتلاعب فيها.
- أن وزارة الاقتصاد الوطني لا تملك إحصائيات لمعرفة حاجة السوق للإسمنت وبموجبها تقوم بإعطاء تراخيص الاستيراد.
- إن الكميات المثبتة في أذونات الاستيراد مكتوبة بالأرقام ولم تكتب بالأحرف وهذا يمكن أن يسمح بالتلاعب في الكميات المسموح بها.[2][3][4]

#### تداعيات هذه الصفقة
- حرمان الاقتصاد الفلسطيني من ضرائب الاستيراد حيث تم تحويل ملكية الإسمنت إلى الشركة الاسرائيلية وبذلك تم تحصيل الضرائب الجمركة من قبل الجمارك الإسرائيلية.
- تشويه سمعة الاقتصاد الفلسطيني بتعاونه مع شركات إسرائيلية وتعمل على فتح باب التطبيع الاقتصادي مع «إسرائيل».
- والأخطر من ذلك كله هو المساهمة في بناء الجدار الفاصل والمستوطنات، حيث تم استخدام هذا الإسمنت في بناء الجدار والاستيطان.[5]

## الخط الزمني لتاريخ الجدار
- نوفمبر تشرين الثاني 2000: رئيس الوزراء الإسرائيلي إيهود باراك يقر خطة لإنشاء جدار في القسم الشمالي والأوسط من الضفة الغربية لمنع مرور المركبات.
- يوليو حزيران 2001: رئيس الوزراء الإسرائيلي أرئيل شارون يقوم بتشكيل لجنة توجيهية برئاسة عوزي دايان، مدير مجلس الأمن القومي الإسرائيلي بهدف تطوير خطة أكثر شمولية لمنع المسلحين الفلسطينيين من التسلل إلى المناطق الإسرائيلية. وقد أدت توصيات هذه اللجنة إلى تنفيذ وتوسيع خطة باراك السابقة بحيث يتم بناء جدار يمنع الفلسطينيين من العبور سيرا على الأقدام إلى إسرائيل في مناطق تشكل تهديد كبير على منطقة من الأرض تمتد على جانبي الخط الأخضر.
- أبريل نيسان 2002: الحكومة الإسرائيلية تقرر الشروع ببناء جدار مكون من مقاطع سياجية وجدران إسمنتية في ثلاثة مناطق من الضفة الغربية، كما تم إنشاء «إدارة منطقة الفصل» برئاسة مدير عام وزارة الدفاع، كما بدأت قوات الجيش الإسرائيلي بمصادرة الأراضي وتجريفها. يأتي هذا القرار بعد موجة من الهجمات الانتحارية في المدن الإسرائيلية أدت إلى سقوط العشرات من القتلى ومئات الجرحى من الإسرائيليين.
- يونيو حزيران 2002: إدارة منطقة الفصل تشرع ببناء المرحلة الأولى من الجدار بناء على إقرار الخطة من خلال قرار الحكومة الإسرائيلية رقم 2077 الصادر في اجتماع الحكومة الإسرائيلية بتاريخ 23 يونيو حزيران، وتنص هذه الخطة على بناء مقاطع من الجدار في شمال الضفة الغربية، وعلى الحدود الشمالية والجنوبية من «غلاف القدس».
- 14 أغسطس آب 2002: الحكومة الإسرائيلية تقر مسار المرحلة الأولى من الجدار المكون من 123 كم من الجدران والأسيجة في مناطق شمال الضفة بالإضافة إلى 20 كم حول القدس.
- أكتوبر تشرين أول 2003: الحكومة الإسرائيلية تصدر الخطة الكاملة لمسار الجدار في الضفة الغربية.
- 30 يونيو حزيران 2004: الحكومة الإسرائيلية تصدر تعديلا على مسار الجدار المعلن سابقا.
- 30 يونيو حزيران 2004: محكمة العدل العليا الإسرائيلية تصدر قرارا يوجب أخذ الاعتبارات الإنسانية للمدنيين الفلسطينيين بالحسبان أثناء تخطيط وبناء الجدار.
- 9 يوليو تموز 2004: محكمة العدل الدولية تصدر رأيا استشاريا ينص على أن الجدار الذي يتم بناؤه في الضفة الغربية يخالف القانون الدولي، وتطالب بتفكيك الجدار وتعويض المتضررين.
- 20 يوليو تموز 2004: أكدت الجمعية العمومية للأمم المتحدة على القرار الاستشاري الصادر عن محكمة العدل الدولية.
- 20 فبراير شباط 2005: الحكومة الإسرائيلية تصدر تعديلا على مسار الجدار المعلن سابقا.
- 15 سبتمبر أيلول 2005: محكمة العدل العليا الإسرائيلية تقول أن الجدار لا يخالف القانون الدولي، وأنها ستواصل فحص تأثير مقاطع من الجدار على السكان الفلسطينيين وذلك بتناقض صارخ مع قرار محكمة العدل الدولية.
- 30 أبريل نيسان 2006: الحكومة الإسرائيلية تقر مساراً معدلاً للجدار.

## الوضع القانوني
- أصدرت محكمة العدل الدولية في 9 يوليو 2004 رأيا استشاريا يقضي بعدم شرعية الجدار.
- 150 بلدا عضوا في الجمعية العامة للأمم المتحدة، من ضمنهم جميع دول الاتحاد الأوروبي الخمسة والعشرين حينها، صوتوا لصالح القرار الذي تم تبنيه في وقت متأخر من مساء الثلاثاء 20 يوليو 2004. بينما عارضته 6 دول تتقدمها الولايات المتحدة وأستراليا وإسرائيل، وامتنعت عن التصويت 10 دول.

وقرار الجمعية العامة، مثل قرار محكمة العدل الدولية، غير ملزم لإسرائيل. غير أن أهمية القيمة الرمزية والمعنوية للقرارين قد تساعد الفلسطينيين والأطراف المعارضة لبناء الجدار على ممارسة المزيد من الضغط السياسي على إسرائيل لتفكيك الجدار.

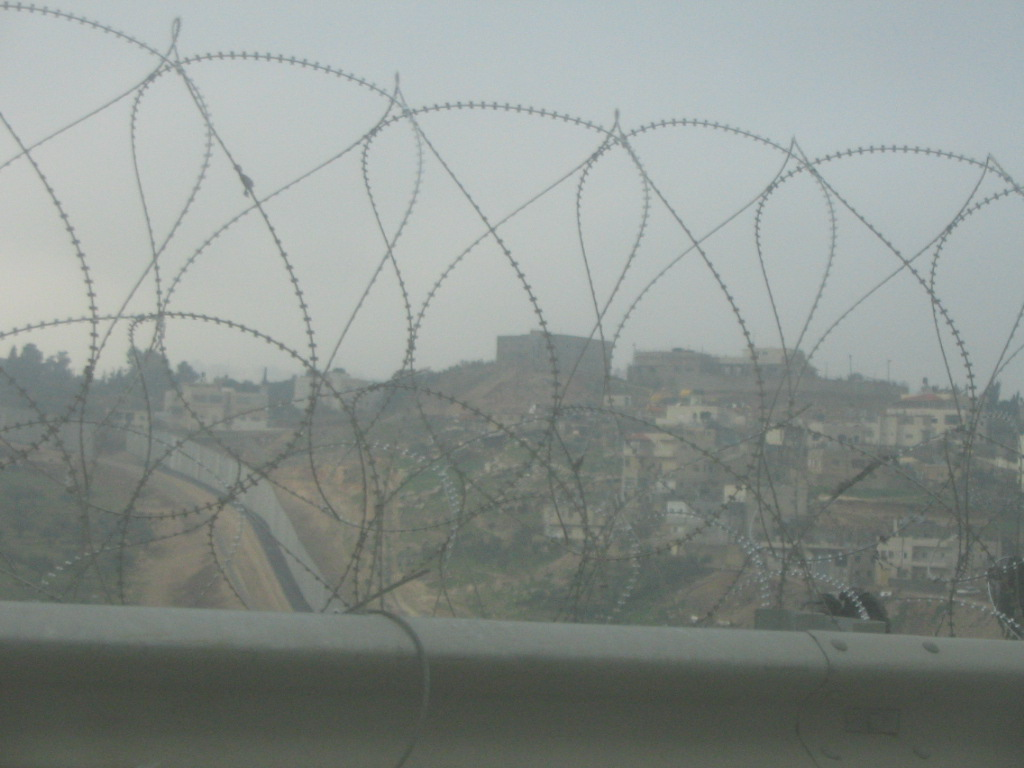
صورة للجدار في منطقة أبو ديس
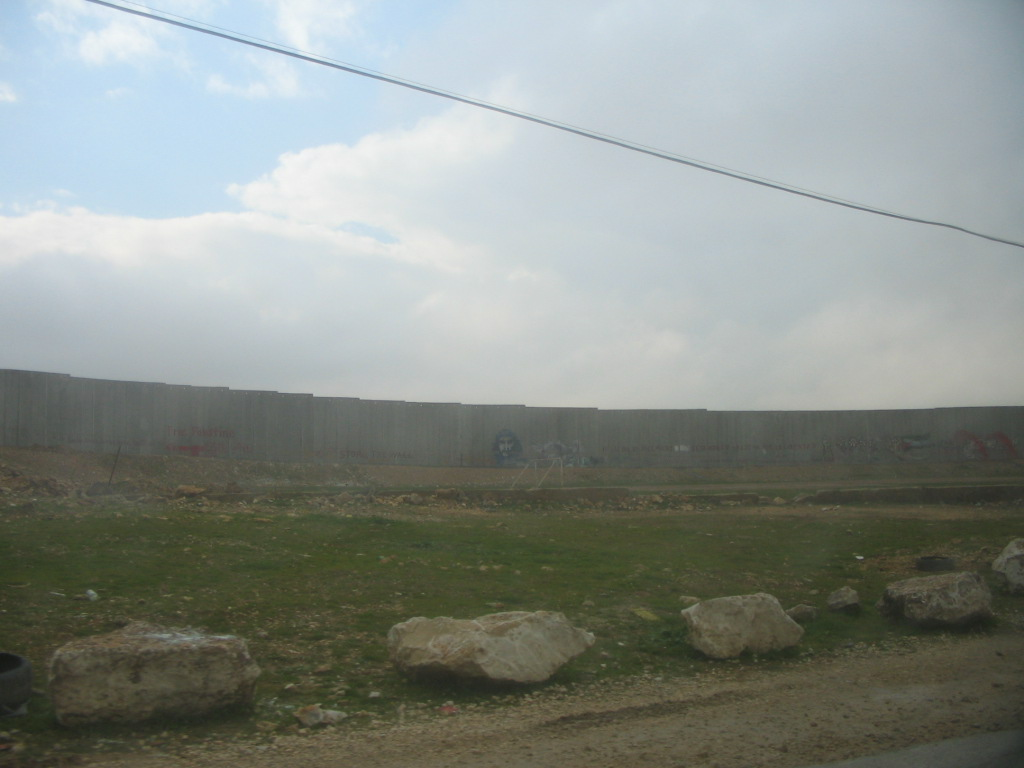
صورة للجدار بالقرب من جامعة القدس
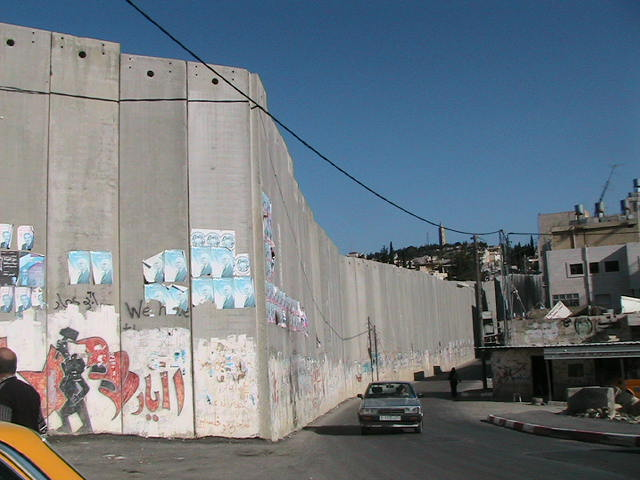
صورة للجدار في وسط منطقة مأهولة في أبو ديس
صورة للجدار بالقرب من باقة الغربية
صورة للجدار في بيت لحم

## أهداف الجدار
في 23 يونيو/حزيران 2002، وفي عهد رئيس الوزراء الإسرائيلي الأسبق أرئيل شارون بدأت حكومة الاحتلال بناء الجدار، وسط توقعات بأن تبلغ تكلفته النهائية نحو 3.4 مليارات دولار.
ثمة أهداف إستراتيجية من وراء بناء إسرائيل الجدار العازل في الأراضي المحتلة؛ حيث يمثل الجدار العازل أحد تجليات السياسات الإسرائيلية الاحتلالية التوسعية الساعية للسيطرة على أكبر مساحة من الأرض وتطهيرها من الوجود الفلسطيني.
ويمثل العامل الأمني أحد أهم الدوافع الإسرائيلية لإنشاء وإقامة هذا الجدار العازل، في محاولة من إسرائيل للقضاء على العمليات الاستشهادية والهجمات المتنوعة من فصائل المقاومة الفلسطينية.

## مسار الجدار وآثاره
يمرُّ الجدار عبر أراض مأهولة وزراعية في الضفة الغربية، ويحول دون وصول الفلسطينيين إلى بعض الشوارع المحلية وبعض الحقول، كما أن مساره في المنطقة الشمالية يعزل أكثر من خمسة آلاف فلسطيني في مناطق «مغلقة» بين الخط الأخضر والجدار. وقامت السلطات الإسرائيلية بتأسيس شبكة من البوابات في الجدار ونظام تصاريح مرور للتحرك خلاله، وقد أثبتت تلك النظم عدم جدواها في توفير حياة عادية للسكان.
يبلغ طول الجدار في الضفة الغربية المحتلة 770 كيلومترا، بينها نحو 142 كيلومترا في الجزء المحيط بالقدس، والمسمى غلاف القدس، أما ارتفاع الجدار فيصل إلى ثمانية أمتار.
أنجز منه 539 كيلومترا، أي نحو 70%، وهناك نحو 62 كيلومترا قيد الإنجاز تشكل 8% منه، ليبقى ضمن المخطط نحو 170 كيلومترا، أي نحو 22%.
اعتمدت إسرائيل في بناء الجدار العازل على الإسمنت المسلح وبارتفاع يتراوح بين 4.5 و9 أمتار في المناطق المأهولة بالسكان الفلسطينيين، وسياج إلكتروني في المناطق ذات الكثافة المتدنية بالسكان، وأبراج مراقبة مزودة بكاميرات وأجهزة استشعار، وطريق ترابية مغطاة بالرمال لكشف الأثر. في حال الانتهاء من بنائه، سوف يضمن الجدار عزل 733 كيلومترا مربعا من الأراضي الفلسطينية في الضفة الغربية المحتلة، أي ما نسبته 12.9% من مساحة الضفة الغربية.
تتوزع هذه المساحة الإجمالية المعزولة بين أراض زراعية تقترب من نصف المساحة (348 كيلومترا مربعا، أي نحو 47.5%) ومستوطنات وقواعد عسكرية (110 كيلومترات مربعة، أي نحو 15%) ومناطق مفتوحة وغابات (250 كيلومترا أي نحو 34%). كما سيعزل الجدار نحو مئتي كيلومترا مربعا من منطقة الأغوار التي تعدّ سلة فلسطين الغذائية وتقع في الجهة الشرقية لفلسطين. وعلى الرغم من أن 15% من مقاطع الجدار تمتد على حدود عام 1948، فإن الباقي يتم بناؤه حسب الخرائط الإسرائيلية في الأراضي الفلسطينية المحتلة عام 1967.
يمس الجدار من خلال مساره ثماني محافظات فلسطينية تضم 180 تجمعا، وتشير تقارير إلى أنه سيؤثر على حياة 210 آلاف فلسطيني يقطنون 67 قرية ومدينة بالضفة الغربية، بما فيها القدس الشرقية المحتلة. كما يدخل الجدار بـ22 كيلومترا في عمق الضفة الغربية، ويعزل أكثر من 13 تجمعا سكانيا به 11 ألفا وسبعمئة فلسطيني سيجدون أنفسهم سجناء في المنطقة بين الخط الأخضر والجدار العازل. سيخلق الجدار منطقة حزام أمني جديدة، ويجعل 19 تجمعا سكانيا يسكنه 128 ألفا وخمسمئة فلسطيني محاصرين في مناطق وبؤر معزولة.
وسيفصل بين 72 ألفا ومئتي فلسطيني من سكان 36 تجمعا شرق الجدار وبين حقولهم وأرضهم الزراعية التي تقع إلى الغرب منه. وفي المجمل سيلتهم الجدار نحو 46% من مساحة الضفة الغربية البالغة خمسة آلاف وثمانمئة كيلومترا مربعا، هذا فضلا عن عزله مدينة القدس ديموغرافيا وجغرافيا عن مدن وقرى الضفة الغربية.
سينتهك الجدار الحقوق الأساسية لنحو مليون فلسطيني في الأراضي المحتلة؛ حيث سيضطر الآلاف منهم إلى استصدار تصاريح خاصة من الاحتلال، للسماح لهم بمواصلة العيش والتنقل بين منازلهم من جهة وأراضيهم من جهة ثانية.
وبعد اكتماله ستكون إسرائيل سيطرت بالقوة على 80% من مصادر المياه الفلسطينية المتاحة في الضفة الغربية، والمقدرة في مجملها بنحو 750 مليون متر مكعب سنويا.
كما أن 37% من القرى التي تعتمد على الزراعة -ويمر الجدار بها-  تأثرت دورتها الاقتصادية، مما سيؤدي إلى تدمير صناعة زيت الزيتون بعد أن كانت هذه المنطقة تنتج 22 ألف طن من زيت الزيتون كل موسم، وخمسين ألف طن من الفاكهة، ومليون طن من الخضراوات. وسيؤدي أيضا إلى منع نحو عشرة آلاف رأس من الماشية من الوصول إلى المراعي التي تقع غرب الجدار العازل.
ومن آثاره أيضا عزل نحو ربع المقدسيين عن مركز المدينة، ودفع عـدد مـنهم إلى تغيير مـكان إقامته، علما بأن نسبة الفقر بلغت نحو 82% في شرق القدس بسبب الجدار.
كما أن النظامين التعليمي والصحي الفلسطينيين تأثرا أيضا جراء استمرار البناء في الجدار العنصري حيث يضطر 20% من الطـلاب و19% من المعلمين و37% من موظفي الخدمات، إلى اجتياز الجدار بشكل يومي للوصول إلى مدارسهم في شرق القدس، وأصبح من المستحيل على عشرات الآلاف الوصول إلى المراكز الصحية والمستشفيات الواقعة شرق الجدار.
ورغم أن الجدار أسهم في التقليل من العمليات التي تستهدف الاحتلال؛ فإنه لم يحقق أهدافه في ضمان الأمن لعناصر الاحتلال؛ خاصة بعد أن تمكن الفلسطينيون من تطوير أساليب المقاومة وتنويعها بحسب مقتضيات الظروف الزمانية والمكانية.
كما أنه -على مستوى الجبهة الإسرائيلية- طرح إشكالات أخرى عبر عنها سابقا الجنرال إيفي إيتام زعيم حزب المفدال المتطرف بقوله «إن من يريد إثبات انتصار الحركة الوطنية الفلسطينية على الحكومة الإسرائيلية عليه أن ينظر إلى هذا الجدار الذي يعكف الجيش على إقامته حولنا، أي إنجاز يريده الفلسطينيون أكثر مما حققوه بإجبارنا على الانغلاق خلف الجدران الإسمنتية والأسلاك الشائكة».
ذهب بنحاس فالنتشتاين -أحد قادة المستوطنين في الضفة الغربية- إلى حد وصف هذا الجدار بجدار معسكر «أوشفيتز»، وهو أحد مراكز الاعتقال التي أقامها النازيون لليهود في بولندا أوائل الأربعينيات، مضيفا أن الفرق المهم هو أن «أوشفيتز» بناه أعداؤنا أما هذا الجدار «فنحن الذين نقيمه لأنفسنا».

### الاتفاقيات الدولي
- ميثاق الأمم المتحدة والنظام الأساسي لمحكمة العدل الدولية بتاريخ 26 حزيران، 1945.
- الإعلان العالمي لحقوق الإنسان.
- الاتفاقية الدولية بشأن الحقوق المدنية والسياسية، 1976.
- الاتفاقية الدولية بشأن الحقوق الاقتصادية والثقافية والاجتماعية.
- الاتفاقية الدولية لقمع جريمة الفصل العنصري والمعاقبة عليها، 1973.
- اتفاقية لاهاي، 1907.
- اتفاقية جنيف الرابعة المؤرخة في 12 آب، 1949.
- اتفاقية أسلو، 1993.
- النظام الداخلي للمحكمة الجنائية الدولية (روما)، 1998.

## مقالات ذات صلة
- حاجز إسرائيل-غزة
- قائمة الجدران
- السور والبرج
- جدار تيغارت